# Helen Springs
Helen Springs, auch Helen Springs Station genannt, ist eine Rinderfarm im Northern Territory, Australien. Sie hat eine Fläche von 10.198 Quadratkilometern für bis zu 55.000 Rinder und ist damit die sechzehntgrößte in Australien. 
Die Farm liegt am Stuart Highway zwischen Elliott und Tennant Creek.

## Geschichte
Die Farm wurde 1885 in der Nähe der Transaustralische Telegrafenleitung gegründet.  
1928 gab es in der Regenzeit schwere Überschwemmungen auf dem Farmgebiet, die mehrere Zäune und Bäume wegspülten.
1944 wurde die Farm von der Vestey Group, einer englischen Holding von Nahrungsmittelfirmen, gekauft. Seit 2004 gehört die Farm der Firma S. Kidman and Co, die mit 124.000 Quadratkilometern den größten Landbesitz in Australien hat und dem Rinderkönig (Cattle King) Sidney Kidman gehört.